# Tegastes calcaratus
Tegastes calcaratus är en kräftdjursart som beskrevs av Georg Ossian Sars 1911. Tegastes calcaratus ingår i släktet Tegastes och familjen Tegastidae. Arten är reproducerande i Sverige. Inga underarter finns listade i Catalogue of Life.